# Johann Andreas Scherer

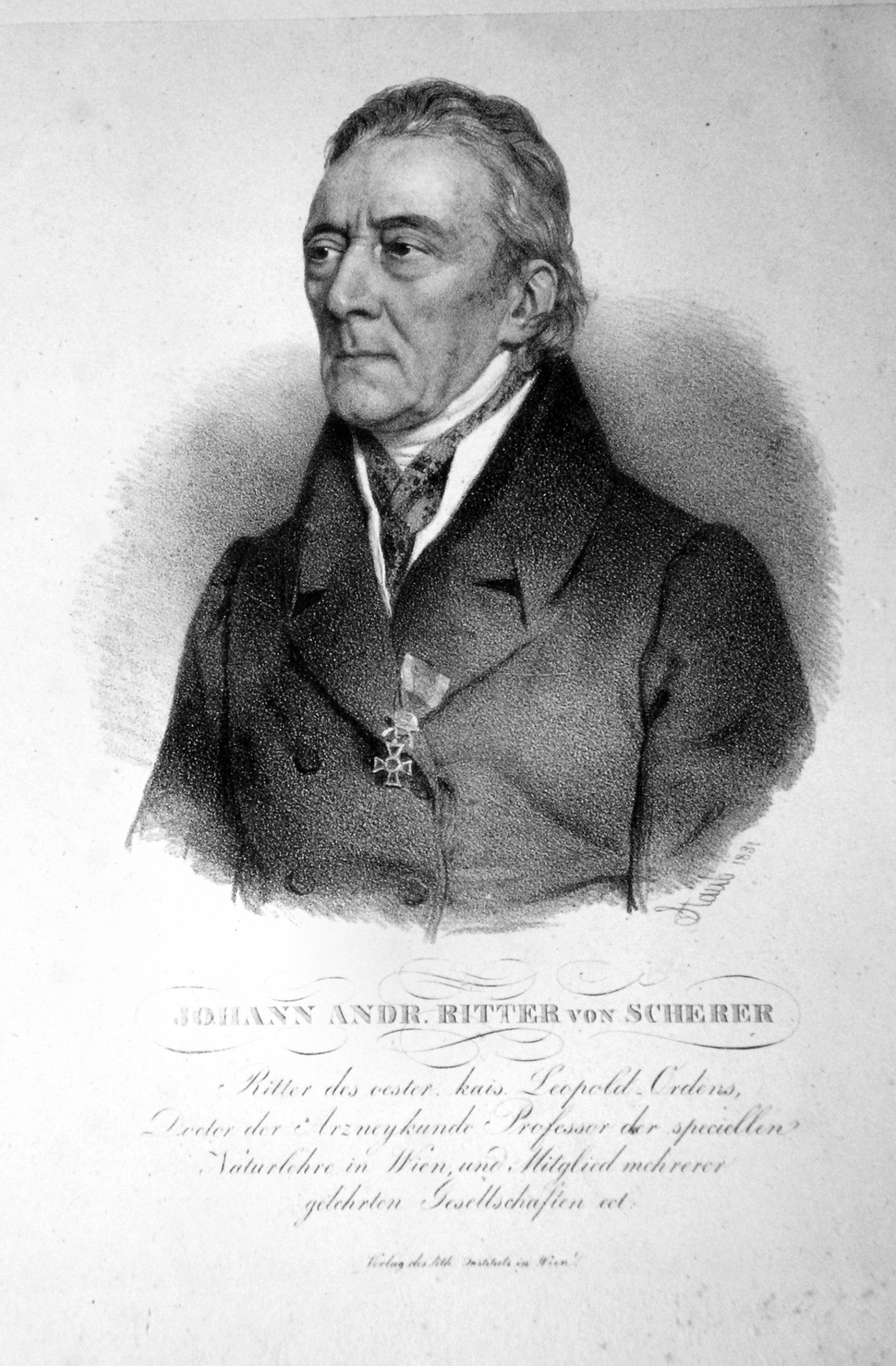
Porträt von 1831

Johann Andreas Scherer, ab 1811 Ritter von Scherer (auch Johann Baptist Andreas von Scherer; * 24. Juni 1755 in Prag; † 10. April 1844 in Wien) war ein böhmischer Naturforscher und Hochschullehrer.

## Leben
Scherer studierte an der Universität Prag und an der Universität Wien Medizin und Chemie. Er schloss 1782 durch die Dissertation De Eudiometria sive methodus aeris atmosphaerici puritatem salubritatemque examinandi mit der Promotion zum Dr. med. ab. Anschließend war er in Wien praktischer Arzt. Außerdem war er Substitut von Joseph Ludwig Ritter von Schreibers. Mit ihm bereiste er die Schweiz, Italien, Slowenien und Böhmen, insbesondere war er länger in Karlsbad und Teplitz. In dieser Zeit begann er sein schriftstellerisches Wirken.
Scherer wurde durch Franz Josef Graf Saurau 1797 als Professor der Chemie an die wiedererrichtete Theresianische Ritterakademie berufen. 1803 nahm er einen Ruf als Professor für allgemeine und spezielle technische Chemie an das neugegründete Polytechnische Institut Prag an. Da der Lehrbeginn sich bis 1806 verzögerte, lehrte er nie an dieser Anstalt. Sein Lehrstuhl wurde stattdessen von Karl August Neumann angetreten. Scherer wurde stattdessen im Oktober 1806 Nachfolger von Peter Jordan als Professor der Speziellen Naturgeschichte an der Universität Wien. Zu seinen Fachgebieten gehörte allerdings weniger die Naturgeschichte als vielmehr die Medizin, Zoologie, Mineralogie und Chemie. Dort lehrte er bis zu seiner Pensionierung 1833.
Scherer wurde 1809 mit dem Ritterkreuz des kaiserlicher Leopold-Ordens ausgezeichnet und 1811 in den erblichen Ritterstand erhoben. Zudem war er Mitglied verschiedener gelehrter Gesellschaften, so ab 1785 Mitglied der Königlichen Böhmischen Gesellschaft der Wissenschaften und der Hochfürstlich Hessen-Homburgischen Patriotischen Gesellschaft.

## Werke (Auswahl)
- Eudiometria seu methodus aeri atmosphaerici puritatem salubritatemve examinandi, Wien 1782.
- Geschichte der Luftgüteprüfungslehre für Aerzte und Naturfreunde, 2 Bände, Wappler, Wien 1785.
- Beobachtungen und Versuche über das pflanzenähnliche Wesen in den warmen Karlsbader und Töplitzer Wässern in Böhmen, Walther, Dresden 1787.
- Versuch einer neuen Nomenclatur für Deutsche Chemisten, Wappler, Wien 1793.
- Genaue Prüfung der Hypothese vom Brennstoffe, Wiedmann, Prag 1793.
- Beweis, dass Johann Mayow vor hundert Jahren den Grund zur antiphlogistischen Chemie und Physiologie gelegt hat, Wappler, Wien 1793.